# Občina Brda
Občina Brda je ena izmed občin v Republiki Sloveniji.

## Zgodovina
V začetku 8. stoletja se je vzdolž zahodnih Brd ustalila slovensko-romanska jezikovna meja, k čemur je pripomogel langobardski limes. Ta fortifikacijski sistem je Langobarde v Furlanski nižini branili pred preseljevanjem slovanskih plemen z vzhoda. Etnična meja med Italijani in Slovenci, izoblikovana v tistem obdobju, je ostala nespremenjena do danes.
Po letu 1500 je zadnji goriški grof, čigar družina je Brda prevzela leta 1277 od oglejskih patriarhov, prepustil posestva Habsburški monarhiji. Do začetka 16. stoletja so na ozemlji Brd potekale bitke med Habsburžani in Benečani ter vdori Turkov. 
Brda so bila med prvo svetovno vojno zaledje Soške fronte s številnimi vojaškimi bolnišnicami in pokopališči padlih vojakov. Prebivalci so bili prisiljeni v begunstvo. 
Po vojni so od 1920 dalje, tako kot ostala Primorska, Brda dvajset let izpostavljena fašistični raznarodovalni politiki Italije.
Po kapitulaciji Italije leta 1943, ustanovijo Brici, kot sebe imenujejo domačini, Briško-beneški odred partizanske vojske. 
Po drugi svetovni vojni jih nesmiselno prerežejo, tako da južni in skrajno zahodni del pripadata Italiji (italijansko ime zanje je Collio, kamor spadata občina Števerjan, kjer se je na popisu leta 1971 91,4% prebivalcev izreklo za Slovence, in občina Dolenje), kjer ostanejo tudi številni Slovenci.

## Naselja v občini
Barbana, Belo, Biljana, Brdice pri Kožbani, Brdice pri Neblem, Breg pri Golem Brdu, Brestje, Brezovk, Ceglo, Dobrovo, Dolnje Cerovo, Drnovk, Fojana, Golo Brdo, Gonjače, Gornje Cerovo, Gradno, Hlevnik, Hruševlje, Hum, Imenje, Kojsko, Kozana, Kozarno, Kožbana, Krasno, Medana, Neblo, Nozno, Plešivo, Podsabotin, Pristavo, Senik, Slapnik, Slavče, Snežatno, Snežeče, Šlovrenc, Šmartno, Vedrijan, Vipolže, Višnjevik, Vrhovlje pri Kojskem, Vrhovlje pri Kožbani, Zali Breg

## Prebivalstvo
Ob popisu leta 2001 je bila slovenščina materni jezik 5543 (96,1 %) občanom, srbohrvaščina 39 (0,7 %), hrvaščina pa 28 (0,5 %) osebam. Neznano je za 93 (1,6 %) oseb. 3564 ali 61,8 % je rimokatoličanov.